# Francis Biddle

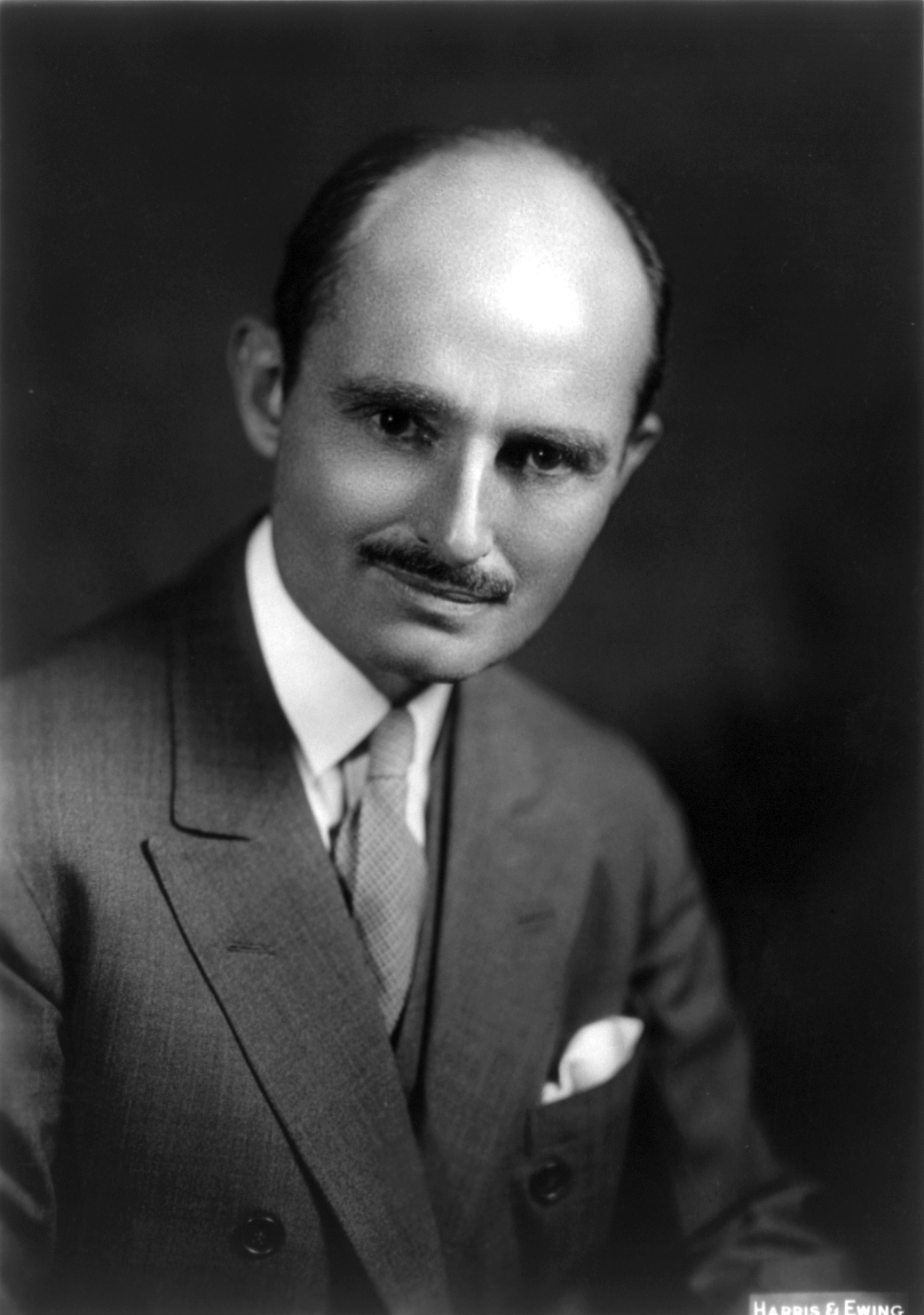
Francis Biddle (1935)

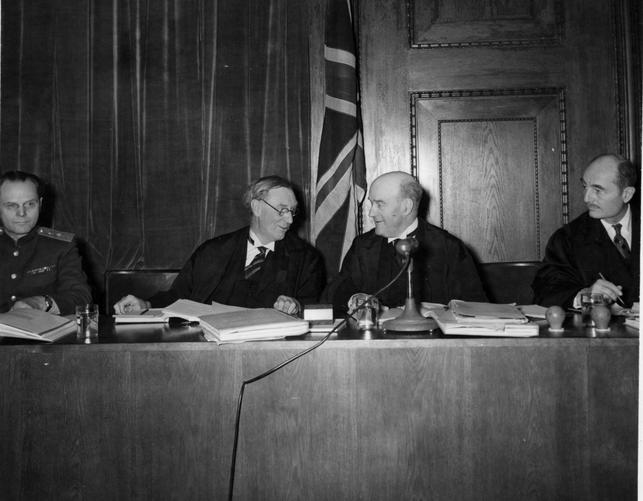
Francis Biddle (ganz rechts) als Richter bei den Nürnberger Prozessen mit (von links) Iona Nikittschenko, Norman Birkett und Geoffrey Lawrence.

Francis Beverley Biddle (* 9. Mai 1886 in Paris; † 4. Oktober 1968 in Hyannis, Massachusetts) war ein Richter in den Vereinigten Staaten. Er war nach Ende des Zweiten Weltkrieges der US-amerikanische Hauptrichter bei den Nürnberger Prozessen.
Biddle war einer von vier Söhnen von Algernon Biddle, einem Professor für Rechtswissenschaften an der University of Pennsylvania; sein Ururgroßvater war Edmund Randolph. Biddle besuchte zunächst die Groton School in Massachusetts. 1909 machte er an der Harvard University seinen Abschluss als Bachelor of Arts und 1911 einen Abschluss in Recht. Nach der Universität arbeitete Biddle als Privatsekretär von Richter Oliver Wendell Holmes am Obersten Gerichtshof der Vereinigten Staaten. Danach war er 27 Jahre lang als praktizierender Rechtsanwalt in Philadelphia tätig.
1935 nominierte ihn US-Präsident Franklin D. Roosevelt für den Vorsitz des National Labor Relations Board. 1939 wurde Biddle als Nachfolger von Joseph Buffington Richter am Bundesberufungsgericht für den 3. Gerichtskreis. Nach einem Jahr schied er aus und wurde zum United States Solicitor General ernannt.
Auch in diesem Amt verweilte er nicht lange. Roosevelt ernannte Biddle 1941 für die Position des Attorney General der Vereinigten Staaten. Er übte diese Funktion bis Juni 1945 aus, auf Bitte von Präsident Harry S. Truman trat er nach Roosevelts Tod zurück. Kurz darauf ernannte Truman ihn zum Richter am Internationalen Militärgerichtshof bei den Nürnberger Prozessen. 1963 wurde Biddle in die American Academy of Arts and Sciences gewählt.
Francis Biddle war mit der Dichterin Katherine Garrison Chapin verheiratet. Mit ihr hatte er zwei Söhne, Edmund Randolph Biddle und Garrison Chapin. In Nürnberg hatte er eine Affäre mit der Schriftstellerin und Gerichtsreporterin Rebecca West.